# Patrik Sjöberg
Jan Niklas Patrik Sjöberg, (Göteborg,  5. siječnja 1965.), je bivši švedski  atletičar koji je nastupao u skoku u vis. Vlasnik je europskog rekorda sa skokom od 2,42 m iz 1987. Ujedino to je drugi najbolji skok svih vremena poslije skoka svjetskog rekorda Kubanca Javiera Sotomayora koji je preskočio 2,45 m.
Sjöberg je pobijedio na Svjetskom prvenstvu u atletici u Rimu 1987. a osvojio je i tri olimpijske medalje: srebro na 
OI 1984., broncu na OI 1988., i srebro na OI 1992. Jedini je skakač u vis koji je osvojio tri olimpijske medalje na trima Olimpijskim igrama.
Pobjednik je svjetskog dvoranskog prvenstva u atletici jednom, a četiri puta je bio europski dvoranski prvak.
2011. Sjöberg izdaje knjigu u kojoj opisuje kako ga je očuh i trener Viljo Nousiainen seksualno iskorištavao, kao i njegovog klupskog kolegu Yannicka Tregara.